# Onitis philemon
Onitis philemon är en skalbaggsart som beskrevs av Fabricius 1801. Onitis philemon ingår i släktet Onitis och familjen bladhorningar. Inga underarter finns listade i Catalogue of Life.